# De Chinese puzzel
De Chinese puzzel is het 13de album uit de reeks jeugdzonden en het 2de verhaal uit de reeks Jakke en Silvester. Het verhaal is getekend door François Walthéry op een scenario van Peyo, Gos en Derib. Het verscheen oorspronkelijk in 1964 en 1965 in Le Soir Illustré en werd in 1979 heruitgegeven in Robbedoes. Het album verscheen in 1982.

## Verhaal
Silvester wordt gevraagd om leider te spelen op een kamp van padvinders. Jakke kan niet mee, maar belooft later te proberen komen.
Op de kampeerplaats worden Silvester en de kinderen onthaald door boswachter Nelis en een markies. De volgende dag organiseren ze een kampvuur en nodigen daarvoor het hele dorp uit. Silvester verkleedt zich als Chinees en wordt daardoor aangevallen door de bevolking, die hem even aanzien voor een Chinees die een aantal diefstallen heeft gepleegd in het dorp. Het incident wordt gesloten en de dorpelingen bezoeken het kampvuur. Plots duikt een zekere Rondas op, een wonderdokter. Op de markies na lopen alle dorpelingen weg bij het zien van zijn silhouet. De avond wordt dan maar afgerond, maar tijdens de nacht wordt er weer ingebroken. De volgende ochtend gaat boswachter Nelis op zoek naar sporen. Tijdens zijn onderzoek valt hij echter in een kloof. Hij kan zich nog vastgrijpen aan een tak. Silvester probeert hem te helpen, maar samen vallen ze toch naar beneden. Silvester heeft zijn knie ontwricht en wordt geholpen door Rondas, die plots opduikt. Daarna zoeken de padvinders de pijp van Nelis, die ergens gevallen is. Een jongetje vindt tijdens het zoeken een gat in de rotswand, maar zijn vondst wordt niet bestudeerd.
Intussen wordt de enige achtergeblevene in het kamp verrast door de Chinees. De dief slaat aan het stelen, maar wordt betrapt door iemand anders. Die laatste krijgt echter een pak rammel van de eerste en wordt meegenomen.
Als de andere terugkeren, merken ze dat hun geldkistje gestolen is. Ze vinden ook de hoed van Rondas terug. Op dat moment komt ook Jakke toe. Samen brengen ze een bezoek aan Rondas' huis en vinden er het kistje leeg terug, maar Rondas zelf is nergens te vinden.
Wat later vraagt de markies de jongens van het kamp om de volgende nacht zijn kostbare gouden beeldje te bewaken. Ze leggen een val, maar in de nacht wordt het beeldje onder de neus van Jakke gestolen. Toch is er niemand in het kasteel te vinden. Politie-inspecteur Borstel wordt er bijgehaald. De groep verspreidt zich. Jakke is bij het jongetje dat een gat in de rotswand ontdekte. Ze gaan terug naar die plek. Die blijkt te leiden naar de schuilplaats van de Chinees. Ze vinden verdovende middelen en een blaaspijp. Jakke snapt dat de dief deze middeltjes met een pijltje in zijn slachtoffers schoot waardoor die in slaap vielen en hallucineerden dat een Chinees hen kwam beroven. Wat verder vinden ze ook gestolen goederen, zoals het gestolen beeldje, en Rondas, die daar gevangen is. Rondas beweert dat de markies de dader is. Samen lopen ze door een gang en ze komen inderdaad uit bij de markies. Hij probeert nog te vluchten, maar gebroken glas op de weg steekt daar een stokje voor: zijn auto crasht en de markies wordt ingerekend. Hij is bijna bankroet en kon de gestolen goederen en het geld van de verzekering van het beeldje wel goed gebruiken.
's Avonds vieren de kinderen, boswachter Nelis en Rondas hun overwinning met Chinese kost.